# De’Vion Wilson
De’Vion Wilson (* 18. Mai 2000 in Hutto, Texas) ist ein US-amerikanischer Leichtathlet, der sich auf den 110-Meter-Hürdenlauf spezialisiert hat.

## Sportliche Laufbahn
De’Vion Wilson wuchs in Texas auf und studiert seit 2018 an der University of Houston. Erste internationale Erfahrungen sammelte er im Jahr 2023, als er bei den Panamerikanischen Spielen in Santiago de Chile in 13,78 s die Silbermedaille über 110 m Hürden hinter dem Brasilianer Eduardo de Deus gewann.

## Persönliche Bestzeiten
- 110 m Hürden: 13,26 s (+1,8 m/s), 9. Juni 2023 in Austin
  - 60 m Hürden (Halle): 7,74 s, 4. Februar 2023 in Albuquerque